# Малые Озимки
Малые Озимки — деревня в Инзенском районе Ульяновской области России. Входит в состав Сюксюмского сельского поселения.

## География
Деревня находится в западной части Ульяновской области, в лесостепной зоне, в пределах Приволжской возвышенности, на правом берегу реки Озимки, на расстоянии примерно 8 километров (по прямой) к юго-востоку от города Инзы, административного центра района. Абсолютная высота — 167 метров над уровнем моря.
Климат
Климат характеризуется как умеренно континентальный, с жарким засушливым летом и холодной зимой. Среднегодовая температура воздуха — 3,2 °С. Средняя температура воздуха самого тёплого месяца (июля) — 19 °C (абсолютный максимум — 38 °C); самого холодного (января) — −13 °C (абсолютный минимум — −47 °C). Продолжительность безморозного периода 120—130 дней. Среднегодовое количество атмосферных осадков составляет 464 мм. Снежный покров образуется в третьей декаде декабря и держится в течение 135 дней.
Часовой пояс
Деревня Малые Озимки, как и вся Ульяновская область, находится в часовой зоне МСК+1. Смещение применяемого времени относительно UTC составляет +4:00.

## История
В 1900 году в деревне насчитывалось 14 дворов, проживало 45 мужчин и 47 женщин. В начале XXI в. население  — 2 чел.

## Население
| 2010 |
| ---- |
| 0    |